# Contea di Mason (Virginia Occidentale)
La contea di Mason (in inglese Mason County) è una contea dello Stato della Virginia Occidentale, negli Stati Uniti. La popolazione al censimento del 2000 era di 25 957 abitanti. Il capoluogo di contea è Point Pleasant.